# Afroarctia sjostedti
Afroarctia sjostedti là một loài bướm đêm thuộc phân họ Arctiinae, họ Erebidae.